# Денисов, Михаил Владимирович
Михаил Владимирович Денисов (укр. Михайло Володимирович Денисов; род. 3 октября 1985, СССР) — украинский футболист, защитник.

## Биография
С 1999 года по 2002 год выступал в детско-юношеской футбольной лиге Украины за мариупольскую «Азовсталь».
В 2006 году попал в мариупольский «Ильичёвец-2», который выступал во Второй лиге Украины. В команде Денисов получил прозвище Мартен, так как до этого он работал в заводском цеху. В сезоне 2005/06 «Ильичёвец-2» стал серебряным призёром турнира, уступив лишь черкасскому «Днепру». Всего в команде во Второй лиге он провёл 20 игр. Также провёл 2 матча в молодёжном первенстве Украины.
Затем Денисов перешёл в венгерский «Фехервар», где играл ещё один игрок с Украины — Роман Драбенюк. В чемпионате Венгрии он сыграл 3 матча. После он выступал в азербайджанском «Карване» из города Евлах.
В 2009 году перешёл белоцерковскую «Рось» и сыграл в составе команды 7 матчей и забил 1 мяч во Второй лиге. Летом того же года перебрался в бурштынский «Энергетик». В составе которого провёл 5 матчей в Первой лиге Украины. В январе 2010 года Денисов побывал на просмотре в казахстанском «Акжайыке», но контракт с клубом не подписал. В итоге он перешёл в кировоградскую «Звезду». В команде он провёл полгода и сыграл 11 игр.
Летом 2010 года перешёл в узбекский «Навбахор» из Намангана, в команде также кроме него выступали игроки с Украины. В чемпионате Узбекистана Денисов провёл 12 матчей и забил 1 мяч.
Летом 2011 года перешёл во второлиговый клуб «Авангард» из Краматорска. В августе 2013 года перешёл в любительский клуб «Торпедо» (Николаев).

## Достижения
- Серебряный призёр Второй лиги Украины: 2005/06